# 基督教
基督宗教，即廣義上的基督教，是公元一世紀起源於亞洲的巴勒斯坦地區的一神論宗教，信徒稱為基督徒，他們相信猶太人耶穌是神、神之子及基督，全人類唯一的救主，亦即是希伯來人期待的彌賽亞。其與伊斯蘭教、佛教並列為世界三大宗教，也是世界信徒人數最多的宗教。其大部分思想和信仰實踐源自猶太教，包括一神論、彌賽亞、祈禱、宗教典籍、祭司職分等等。基督教核心信仰強調，透過相信耶穌基督的犧牲和復活，信徒可從罪惡中得到救贖，繼而在靈魂和肉身上擺脫死亡；藉著信心和悔改，每個人都可以與神和解，並去天堂與神同在。
基督教的典籍稱為《聖經》，包括出自古以色列先知手筆、主要由希伯來文寫成的《舊約聖經》，以及由耶穌的使徒們及傳道人以通用希臘語寫成的《新約聖經》。經文內容包含信徒日常生活上和救贖上的指導。
基督徒組成的團體稱為教會，是基督教的基本單位；而整個基督教在歷史的發展下，分為多個宗派，包括天主教、東正教、新教等三大分支；另一分法則為依照教會各自的禮儀傳統分為東方基督教及西方基督教。由於歷史發展的緣故，中文「基督教」一詞在狹義上係指新教。
截至2022年中，全球約有26億基督徒，包括12億天主教徒、11億新教徒和約3億東正教徒等。

## 历史

### 起源
基督宗教起源於公元一世紀罗马帝国的犹太省。耶稣出生于加利利地区的拿撒勒。耶穌的使徒是他的生活和教導的主要見證人，他們跟隨耶穌前赴各地傳教。按照聖經記載，猶太人耶穌宣稱自己是希伯來人期待已久的「彌賽亞」，但當時的猶太當局不承認，並將其視為叛教者。他被判褻瀆罪，並於公元30年左右被處決。

### 使徒时代
耶穌死後，其使徒和其他追隨者聲稱他從死裡復活，並继续傳播基督教。部分使徒寫成《福音書》和《使徒書信》。
保羅一开始信奉犹太教并将基督教视为异端迫害，在未追隨耶穌前，保罗是猶太公會領袖迦瑪列的學生，也是當時猶太教權威，在改信基督教后，保罗成為非猶太人族群中基督信仰的主要傳播者。《新約》二十七卷書中多数都出自使徒保羅手筆，當中十二卷《書信》清楚指出他的作者身份，一些教會傳統甚至指出他也是《希伯來書》的作者。

### 早期教會
到公元三世紀，羅馬帝國政局相對穩定，交通網絡發達，基督教經以下路線迅速傳播：
- 經埃及進入北非、蘇丹和衣索比亞。
- 經美索不達米亞至波斯和印度。
- 經希臘和羅馬到達歐洲各地。

早期基督教界作家德爾圖良指出，北非迦太基基督徒數量短期內增長迅速。格魯吉亞和亞美尼亞當地亦有類似發展。早期教會組織逐漸形成的同時，信徒亦面對迫害。

### 罗马帝国国教
公元313年，羅馬皇帝君士坦丁一世发布《米蘭敕令》結束迫害基督徒。公元382年左右，羅馬皇帝狄奧多西一世將基督教定為國教（《薩洛尼卡敕令》）。
基督教成為羅馬帝國國教以後，教區的劃分與帝國的行政區域相同。主教按照之前的傳統設於主要城市，負責監督每一個教區。其中五個地區的主教具有優越地位，即羅馬、君士坦丁堡、耶路撒冷、安提阿和亞歷山大。他們的權威來自創始的使徒，因此主教是他們信仰的繼承者。羅馬主教被視為首位，儘管帝國的新首都為君士坦丁堡，但為名列第二的。

### 東西教會分裂
進入中世紀中期，基督信仰已廣傳大半個欧洲世界，早期普世教會在基礎信仰立場仍然相當一致，主要的神學爭議在大公會議中陸續得到解決，但後來教會漸漸在神學和信仰實踐中出現重大差異。1054年東西教會大分裂後教會出現西方教會和東方教會兩個體系，西方教會以「公教」之名來強調其普世性，是至聖至公的教會，逐漸納入羅馬主教的權威下，也就是今日的天主教會，教宗領導全球的天主教會。而東方教會則以「正教」之名來強調他們對守護教會傳統、抗拒改變的承諾，東方教會成為了今日的東正教會。與羅馬主教管治下的天主教會不同，東正教會拒絕由單一主教統領一切，其信眾以君士坦丁堡牧首為領袖的同時，亦強調他與其他地方牧首在信仰上地位同等，為「同儕之首」。

### 宗教改革
16世紀初，歐洲爆發宗教改革。新教徒公開反對羅馬教宗濫權，並大力批判天主教會的錯誤教義。
主要改革的内容：
- 反对教会的垄断权力，认为救恩无需通过教会获得。认为“信徒皆祭司”，视《圣经》为信仰的唯一权威。
- 反对教会贩卖赎罪券。
- 因信称义：认为人得救并非靠善行，而是出于恩典。
- 教会牧者享有婚姻自由的权利。

### 近代教會
天主教會和新教隨著歐洲移民而傳播到北美洲以及澳洲。有別於天主教會，新教在普世教會層面上沒有單一組織架構或領導，新教內幾千個宗派，包括路德宗、改革宗、聖公會、浸礼宗、重洗派、衛理公會、再臨宗、五旬宗等，互不統屬。在16世紀至19世紀期間的歐洲殖民化中，基督新教進一步傳播至南美洲和非洲。18世紀，東正教亦透過移居阿拉斯加的俄羅斯人傳入北美洲，19世紀末和20世紀初從歐洲來到北美的信徒數目更有顯著增長。
在19世紀和20世紀，隨著科學與技術激發了人們的想像力，許多基督教國家，特別是西歐國家，變得更世俗化。大多數共產國家的領袖都是公開的無神論者；而近代美國和其他地區傳統信徒的宗教思想，也受到了進化論者的挑戰。

## 經典

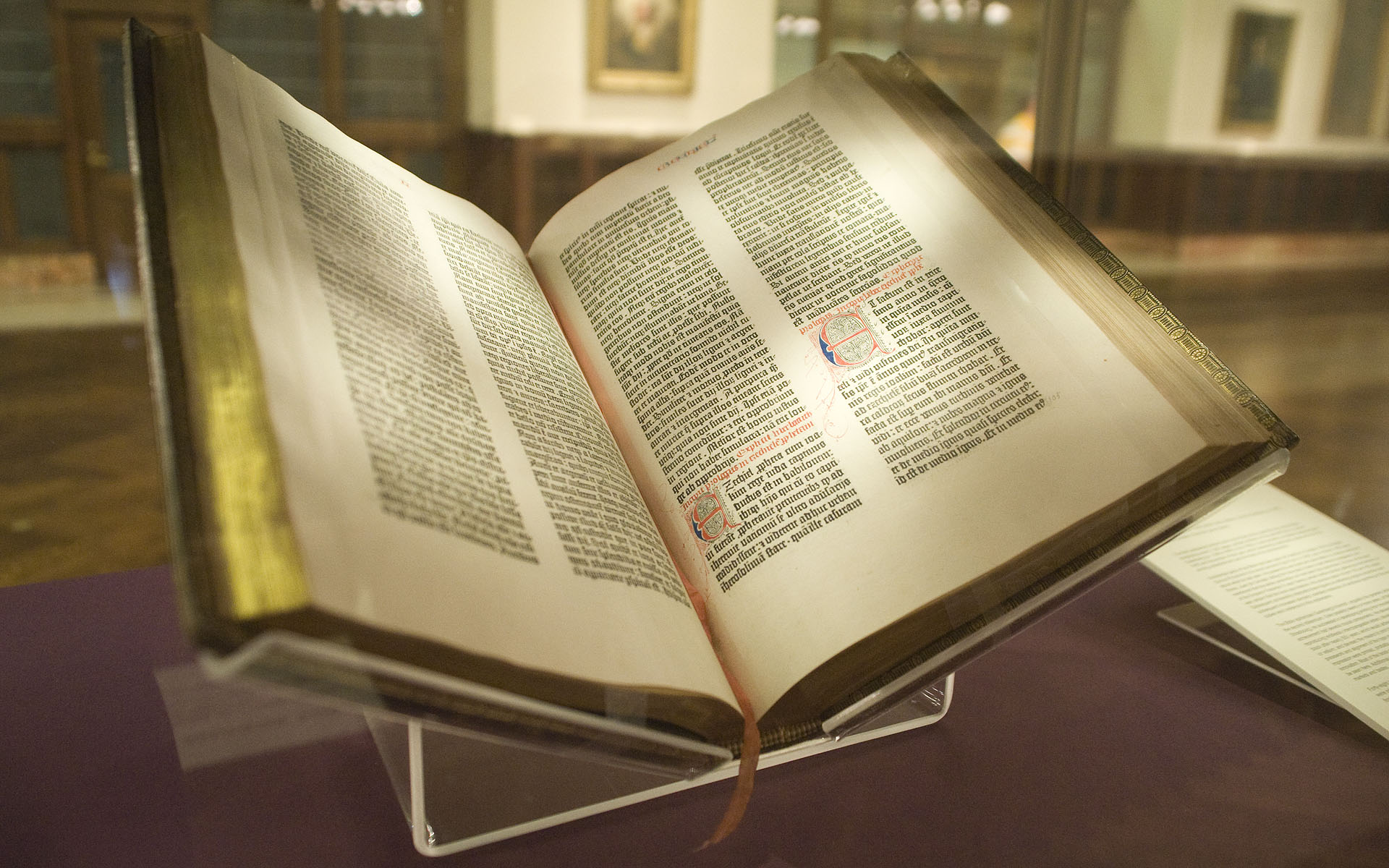
古騰堡聖經，第一本印刷的聖經

基督教的基本经典是圣经，由《旧约圣经》和《新约圣经》两大部分构成，有四十余位执笔作者，前后写作时间跨越约1千6百年。《新約》的二十七書卷被普遍视为《正典》。

### 舊約聖經
《旧约圣经》源流自耶穌在世时代以前所写成的《希伯來聖經》，即猶太教的《塔納赫》。全書记载了从耶和華创造天地到公元前5世纪为止以以色列人为核心的历史，其中最重要的内容是摩西五經，記載了神给以色列人的律法，另外还有歷史書、智慧書、先知书等内容，原文以希伯来语和亚兰语写成。成書約公元前1500年-公元前500年。
现今，有7卷被天主教和东正教承认的旧约经书未被列入現在犹太教和新教承认的圣经，被基督新教称为次经，不同教派间另外还有一些较小的差别，包括分卷、排列。天主教旧约圣经46卷，东正教50卷，新教39卷。

### 新約聖經
《新约圣经》是耶稣升天以后由耶稣的门徒写成，内容有福音书（记载耶稣言行事蹟）、使徒行傳、保羅書信、大公書信及啟示錄等27卷书，原文以通用希臘語和部分亚兰语在1世纪写成，从2世纪开始被编排成典。同时，犹太教并不承认新约，也不相信耶稣为神的独生子，也不是一个先知，而穆斯林則認為耶穌為一名先知，並不是神的獨子。

### 對聖經內容的觀點與論述
傳統的基督教教義認為圣经是神所啟示、由不同背景和時代的人所寫的，是基督教其中的信仰根據。但不同教派和思潮對聖經的觀點有所不同。天主教對教會的聖諭也給予很高的地位，新教則提出“唯獨聖經”，19世紀出現的自由派神學否定聖經是神的啟示，與之對立的基要派則提出“聖經無誤”。
聖經常常直接引用神的話語，“神吩咐這一切的話”（出埃及記20:1），“耶和華的話臨到我說”（耶利米書1:4），新約福音書直接引用耶穌（神）的話語，保羅對自己書信的內容稱“我不是從人領受的，也不是人教導我的，而是藉著耶穌基督的啟示而來”（加拉太書1:12）。保羅總結說：“圣经都是神所默示的”（提摩太后书3:16）。此處“聖經”原文應該是指《舊約聖經》，因為這封書信本身是新約聖經的一部分，寫的時候新約聖經還未正式成典，但新約成典以後，基督教將這句話的意思推及整本聖經。
4世纪的聖奧古斯丁著有“论基督教教义”，专门讲读圣经的方法论和由此所得到的对神的认识，他认为圣经是教义的根本基础。在第四世纪基督教成为罗马帝国国教以后，教会逐渐形成一些增补的教导、礼仪，後來教会认为也是神所启示的基督教信仰的必要部分，与圣经一样重要。16世紀宗教改革，以马丁路德、加尔文、慈运理為代表，提出“唯独圣经”，基督新教只承认《圣经》为信仰的唯一正确、不变经典，並且反对罗马公教教會与教宗有诠释聖經的最高权威。
19世紀開始出現自由派神學思潮，其認為聖經只是神對當時的人的一些啟示，有歷史的時限性，導致記載中有很多錯誤和過時的內容，有些內容可能只是传说、寓言或想像，比如童女懷孕、耶穌復活、行神蹟等。因此，他們反對用聖經作為信仰的基礎，只使用聖經中他們認為可取的道德教訓。这种思潮影响到不同教派：現代福音派基督徒反對這種看法，認為自由派神學的人並不信基督教教義；福音派的一些人則對聖經的權威性進一步強調，提出“聖經無誤”，一般這些人被稱為基要派。

## 共同信仰

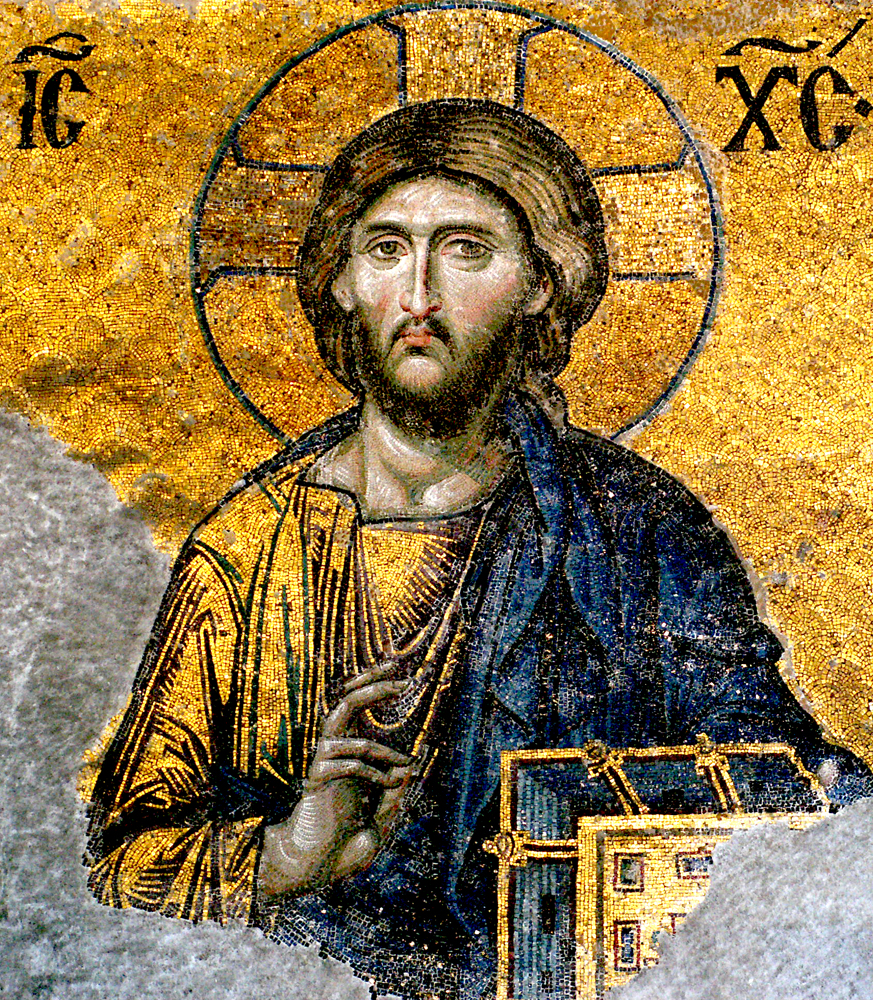
土耳其伊斯坦布尔圣索菲亚大教堂内的耶稣像（镶嵌画）

由于基督教有不同教派，不同教派的教义会有所出入，對耶穌犧牲的確切意義存在不同看法。但主要教派在信仰上的共同性远大于其差异，以下的教义尽量涵盖各教派公认的基本信仰。

### 神学教义
- 独一真神（“神”或譯“上帝”、“天主”）：宇宙间只有一位独一的至高神[37]，是自有永有、昔在、今在、永在的全能者，称为耶和华。[38]
- 三位一体：神有聖父、聖子、聖灵（又譯為圣神）三个位格，圣父是万有之源，圣子是耶稣基督，聖灵是神的灵。三者为同一本体、同一本质、同一属性，圣父是神，圣子是神，圣靈是神，但只有一位神，而非三位神。亞他拿修信经对三位一体进行了比较得到公认的解释，但这仍然是比较难理解的一个概念[註 2]。相信三位一体被基督徒看作是最重要的一项教义。[42]
- 基督二性：耶稣基督是完全的神，也是完全的人；按神性来说在永恒中被圣父生出，有着圣父的本质，祂就是神[43]。按人性来说为了拯救世人降生于世成了具有理性之灵魂及人类血肉实体的人。二性各俱完备，合于一个位格，不混合为一性，也不分开为兩性。[44]
- 創造：神创造了天地万物，最后照神自己圣洁良善的形象造人，乃是造男造女，名为亚当和夏娃。[45]
- 罪与死：基督教的“罪”原文的字面意思是“不中靶心”，“罪”指一切不符合神的圣洁良善的行为、思想。人的始祖亚当和夏娃犯罪，带来了死。从此，罪与死進入了世界，世人生而有罪（罪性），必然会犯罪（罪行）。如果没有神的救赎，都要走上滅亡之路，不仅肉体要死亡，灵魂也要永远死亡，而靈魂的死，不是永遠的消亡，而是永遠受火湖折磨。[46]
- 基督救赎：耶稣基督本為神的兒子，與神同在，祂就是神。耶稣基督為了將世人從罪惡中拯救出來而降世為人，從三十歲開始傳道，在十字架上被钉死，他的无罪之身成了赎罪的祭，赎了世人的罪。他第三日從死裡复活，升到天上，与父同在，他让父差下圣灵住在信他的人心中，与他们同在。他还活着，他在继续地作工。他将要再来，审判一切的活人死人，彻底地消灭罪，成就新天新地。[47]
- 复活与永生：將來耶稣基督要再来，所有的人都要复活，接受最后的审判。信耶稣基督的人罪得赦免，得到永生，与神和好。罪不得赦免的最後會因罪而下地獄，與神永遠隔絕。[48]（圣经对末世的启示不是很清楚，基督教的末世论在细节上可以很复杂，不同意见也比较多。）
- 榮神益人：人生存的目的是為了榮耀神，全然歸給神，使人真正的謙卑下來，憑著信心行善愛人，做「榮神益人」連結人的枝子。[49]

自由派神學的神學觀是例外，他們基本對上述教義持部分或全部否定态度，只承認有一位慈愛的神，耶穌在世上傳播愛的福音，後來被人迫害而死，是道德的典範。但对于童女懷孕、死後復活，創造世界、能行神蹟、將來審判都持否定态度。因此福音派認為自由派是“不信派”。

### 人伦道德
与基督教的神学教义有紧密联系的是它的人伦道德的教导，如果说神学教义侧重于人与神的关系，那么这些道德的教导就是侧重于人与人的关系，但这两者之间也没有严格的界限。这些道德的教训是圣经和基督教信仰的重要组成部分，并且对大众文化产生了重要影响。
“爱”是基督教信仰的道德观的最重要的一点，神对人最大的诫命是要爱神、爱人。另外，基督教也强调认罪、悔改、饶恕、谦卑等等。“十诫”和“登山宝训”是圣经中对道德的比较集中的论述。
基督教信仰中的伦理道德观虽然与其他宗教、文化的伦理道德观有很多相通之处，但其根源、目的、方法、侧重又有诸多不同，这十分关键。基督教认为爱来自于神，行善的目的是为了荣耀神，善行需要出于真心的爱。基督新教特別强调“因信称义”，认为人的好行为应该是对神的信心的结果，不应该脱离信心而单独强调做好事。因为众人都死在罪中，没有能力行善，而真正能够行善也是圣灵借着信徒所结出的“圣灵的果子”。（加拉太书5：22-23）

## 宗教比較
基督教源於猶太教（獨一真神），後來又有伊斯蘭教承接二者若干淵源而另立旁支，三者擁有共同的先知亞伯拉罕，可稱為亞伯拉罕諸教。這三者有若干相似之處，與其他宗教相比，它們又有其相似點。
- 相信只有一位獨一真神。這與其他的多神論宗教區分開。
- 相信這位神是有位格的神，就是神有自我的意識，並進而有思想、意志、情感，這與自然神論不同。
- 相信這位神創造了世界，創造了人，是永恆、全能、全善、全知、全在的神，他還要來審判。相比起來，中國神話裡的盤古、印度教的梵天等大神，創造世界之後，已經不再具有大權了。基督教對審判的觀念非常獨特（猶太教對於審判的觀念比較模糊一點，基督教和伊斯蘭教都很清楚）。
- 相信這個世界只是神的創造物，非常忌諱將神的創造物當作神來崇拜，並且認為神的形象即是人的形象[51][52]，因此非常強調不可拜偶像，這與許多宗教及傳統信仰都不相同。
- 強調經典：猶太教的《希伯來聖經》，基督教的《聖經》，伊斯蘭教的《可蘭經》。這幾個宗教傳統上都很強調其經典是神的啟示，是無誤的，是其信仰的重要基礎。它們對經典的嚴謹態度比其他許多宗教更強（19世紀開始的自由派神學在這一點上反對傳統的觀念。）

這三者之間看似殊途但實際上卻出於同源，關係錯綜複雜，並相互充滿矛盾及衝突，甚至爭戰。按時間的先後 - 猶太教、基督宗教、伊斯蘭教 - 較晚出現的信仰對發展為先的信仰在一定程度上有所承認，同時又有很多的發展和變化，發展為先的信仰都不承認較晚發展的信仰。下面列表僅就其宗教陣營的觀點及實際現況做簡略比較，不在具體的宗教實踐的細節上做比較。
基督教多個派系，在某些派系的儀式和信條或組織上和其他一神論信仰很相似，如在中世紀的天主教和十九世紀前的東正教，有些像伏都教或薩滿教一樣有魔法化的儀式，而在新教卻有些像猶太教和伊斯蘭教的信條，如否定偶像崇拜和接受牧師結婚。
|      |                  | 猶太教                                                                | 基督宗教                                                                      | 伊斯蘭教                                                                          |
| ---- | ---------------- | --------------------------------------------------------------------- | ----------------------------------------------------------------------------- | --------------------------------------------------------------------------------- |
| 屬性 | 神的名字（中譯） | 耶和華或雅威                                                          | 耶和華或雅威                                                                  | 阿拉                                                                              |
| 屬性 | 獨一性           | 獨一真神，創造世界，全知、全能、全善、全在、永恆，將來審判            | 獨一真神，創造世界，全知、全能、全善、全在、永恆，將來審判                    | 獨一真神，創造世界，全知、全能、全善、全在、永恆，將來審判                        |
| 屬性 | 三位一體         | 否                                                                    | 是                                                                            | 否                                                                                |
| 工作 | 創造與審判       | 神創造天地，並造人。神是世界的審判者                                  | 神創造天地，並造人。神是世界的審判者                                          | 神創造天地，並造人。神是世界的審判者                                              |
| 工作 | 揀選             | 揀選亞伯拉罕                                                          | 揀選亞伯拉罕                                                                  | 揀選亞伯拉罕                                                                      |
| 工作 | 揀選             | 揀選亞伯拉罕的二兒子以撒 （亞伯拉罕與其妻撒拉所生，是以色列人的祖先） | 揀選亞伯拉罕的二兒子以撒 （亞伯拉罕與其妻撒拉所生，是以色列人的祖先）         | 揀選亞伯拉罕的大兒子以實瑪利 （亞巴郎與其妾哈加爾，即夏甲所生，是阿拉伯人的祖先） |
| 工作 | 揀選             | 揀選亞伯拉罕的孫子以色列的後裔：以色列人                              | 揀選一切相信耶穌基督福音的人                                                  | 揀選一切相信安拉的人                                                              |
| 工作 | 救贖工作         | 神揀選以色列人                                                        | 耶穌降世為人的罪付上贖價，人必須信耶穌帶來的福音                              | 安拉的仁慈，人行善功。                                                            |
| 聖者 | 耶穌是誰         | 褻瀆者                                                                | 聖子真神                                                                      | 先知                                                                              |
| 聖者 | 穆罕默德是誰     | 褻瀆者                                                                | 褻瀆者                                                                        | 最后的先知                                                                        |
| 聖書 | 希伯來聖經是什麼 | 聖經                                                                  | 舊約聖經 （與猶太教的解讀有很多不同）                                         | 受啟示的经典， 已被篡改。                                                         |
| 聖書 | 新約聖經是什麼   | 褻瀆                                                                  | 神終極的啟示、信徒的生活及行為指引 以耶穌言行事蹟詮釋「舊約內容真義」（福音） | 受啟示的经典， 已被篡改。                                                         |
| 聖書 | 古兰经是什麼     | 褻瀆                                                                  | 褻瀆                                                                          | 安拉的啟示                                                                        |
| 總結 | 對猶太教的看法   | -                                                                     | 是基督教信仰的前身，但錯誤解讀如揀選和律法等「舊約內容真義」                  | 是奉行已被篡改的宗教                                                              |
| 總結 | 對基督教的看法   | 是褻瀆神                                                              | -                                                                             | 是奉行已被篡改的宗教                                                              |
| 總結 | 對伊斯蘭教的看法 | 是褻瀆神                                                              | 是褻瀆神                                                                      | -                                                                                 |

## 信徒生活
相比起猶太教、伊斯蘭教來說，基督教對於基督徒的生活在形式上 - 比如在禮拜、衣著、飲食方面 - 要求是比較少的，除了個別宗派以外。
舊約聖經中神給以色列人頒布了很詳細的律法，涉及到宗教禮儀、飲食衣著條例、司法民法等方面。基督教在從猶太教分離出來的初期過程中，與保守的猶太教徒在是否要遵行舊約的律法條例產生了矛盾，以保羅為代表的基督徒認為舊約律法的目的是帶領人認識耶穌基督，律法的總綱是愛神與愛人，這是我們要堅守的，而非關道德的律法不重要。律法終將歸於無有，而信、望、愛卻將長存，其中最大的是愛。關於律法的不同理解是基督教從猶太教中分裂出來的一個重要原因。後來基督教在發展過程中漸漸形成了自己的禮儀，宗教改革中間新教教派對這些禮儀進行了改革，許多形式上進行了簡化，但增加了普通信徒的參與度。

### 傳播
基督教是世界上最大的、傳播範圍最廣的宗教。西元1世紀由巴勒斯坦境內拿撒勒人耶穌創立，現有信徒25億以上，分為天主教、東正教、新教等主要派別，此外還有東方的幾個獨立教派以及散見於世界各地的許多小教派。
自耶穌出生至基督教成為羅馬帝國國教為止的大約500年，是早期基督教時期。其後，自500~1500年，基督教逐漸傳播給罗马、凯尔特、日耳曼和斯拉夫等民族，在歐洲建立起中世紀基督教文明。但是，也是在這個時期，基督教受到嚴酷的考驗。它早期的勢力範圍巴勒斯坦、敘利亞、小亞細亞、北非乃至西班牙部分地區已經伊斯蘭化，西西里和義大利南部也受到威脅。俄羅斯淪於蒙古可汗及突厥金帳汗的統治之下，隨之阿瓦爾人、匈奴人、蒙古人、土耳其人也先後侵入西方。16世紀的宗教改革運動產生了新教聖公宗、信義宗、歸正宗和其他各派，同時也促使天主教會進行反省、整頓內部，隨後獲得發展。19世紀是基督教傳播史上的「偉大世紀」，基督教傳到世界各地。
基督教傳遍全球，其傳布範圍超過任何其他宗教，在伊斯蘭教向西方衝擊之前，東方教會已在大力從事傳教活動。東方教會，特別是聶斯托留派教會在3、4世紀傳入中國（稱為景教）、亞洲中部和蒙古等地。東方教會也向西擴展，遷移中的日耳曼部族在小亞細亞和拜占庭接受基督教。在北方、東北方和西北方，斯拉夫系統的不同民族也通過拜占庭教會接受基督教。
傳教、開化和殖民這三種活動往往配合進行，因此，代表較先進文化的傳教士往往給許多較後進地區帶來重要變化。抗羅宗的傳教活動從一開始就受到虔敬派的一種理論的影響，這種理論認為，必須用基督福音之光去照亮「黑暗」的異教世界。在20世紀，由歐美傳教機構產生的所謂子教會，強烈要求獨立，要求基督教各派聯合。

### 彌撒、禮拜與聚會
傳統宗派（天主教、聖公會、東正教）視主日（周日）為非常重要的節慶，一般會在這天于教堂進行主日彌撒，教友共同參與基督的祭獻（彌撒或神聖禮儀）。天主教，正教會在主日的祈禱生活以彌撒為中心。分為聖道禮（悔罪、讀經、講道、信友禱文（主日及大節日））及聖祭禮，以聖體聖事作禮儀的高峰。而同時，在平日亦有時辰祈禱（日課），在主日彌撒以外供熱心教友選擇在不同時間，個别或集體祈禱，有時還用教理問答教導信眾。
天主教、東正教傳統的教堂比新教教堂宏偉壯觀，堂內聖像或是聖像畫，展現基督在世的生活，或是教恩的果實（聖人），以激勵信眾在世成聖自己，並以聖人為榜樣，其彌撒的儀式感較强，並在部分堂區舉行傳統拉丁文彌撒。
新教基督徒一般會在禮拜天聚會和進行禮拜，這個做法在聖經上沒有明確的規定，但從尼西亞會議後就開始了。使徒行傳20章提到“七日的第一日，我們聚會擘餅的時候”，可見那時就有了。一般解釋這是紀念禮拜天基督復活。在希伯來原文中，基督是猶太教徒。一些教會按照需要會增開更多的禮拜時間，一般基督徒按自己時間參加其中一次。現代安息日聚會時間横跨週五晚上至週六太陽下山，開設數教會，以方便教友參加。
新教的禮拜堂一般比較簡樸，但大概有十字架，並且不用雕像，畫像一般也較少，用意是希望信徒全心敬拜那無處不在的神。
基督新教的禮拜儀式一般有會眾唱聖詩和牧師講道的環節，部分傳統教會每次都領聖餐，有些教會不是每次都有，其他環節依各個教會安排而定。
基督新教的教會常常在禮拜天的禮拜以外有其他的週間的小型聚會，稱為團契，或者查經班。

### 婚姻與家庭
泛基督教各教派在這方面仍然還存在許多矛盾，以下為現行實際狀況，而非以解釋聖經內容為依據。
天主教除東儀天主教外，要求全職的神父不許娶妻，過單身的生活。基督新教沒有這個限制，牧師可有自由選擇建立家庭的權利。
天主教認為婚姻是一種聖禮，除天主教法典之中載明婚姻無效事項，不許可離婚，但因為世俗化，對普通的信眾管制漸緩。基督新教認為婚姻雖然不至於到聖禮程度，但認為這是神所設立的一夫一妻的神聖結合而重視婚姻，不贊同離婚，夫妻其中一方或双方犯狭义婚外奸淫罪的情况除外。但基督新教教會對於普通會眾離婚沒有意見，或者說沒有制約權力。
天主教反對婚前性行為，也反對人工避孕，認為嬰兒是從天主而來，並為婚姻愛情中的祝福。基督新教亦反對婚前性行為，但夫妻之间如果使用的避孕并不会导致受精卵无法着床，一般來說则沒有意見。至於永久性结扎，基督新教并不鼓励基督徒进行结扎。不过按照美南浸信会神学院主席的说法，基督徒要避免的是避孕的心态和避孕的文化，即只想要结婚和夫妻之间的性行为，却避免在这过程中生下孩子，或者仅把孩子视为婚姻裡的负担而非祝福。
天主教和傳統的基督新教教會，都反對任何情況下的墮胎行為，并认为生命始于受精卵。
至于人工生殖技术方面，天主教的观点认为试管婴儿和人工生殖技术均违反道德。
因为试管婴儿和人工生殖技术产生的孩子并不是由夫妻在真正的性爱过程中产生的，而且试管婴儿技术会将受精卵和胚胎冷冻甚至堕胎。基督新教在这方面立场不一。有些宗派认为夫妻之间的人工生殖技术没有道德上的问题，而试管婴儿则需要只制造少量胚胎，一旦成功则所有胚胎都需要进入生理母亲的母体怀孕，以避免堕胎。不过也有一些归正神学基督徒和美南浸信会基督徒，以和天主教相同的理由，认为试管婴儿和人工生殖技术皆不符合道德（除了宫腔内人工授精）。天主教和基督新教的不孕夫妻也被鼓励可以以爱领养孤儿来抚养和照顾。
保守的、傳統的天主教與基督新教教會，都反對基督徒進行同性性行為，認為同性性行為是一種罪。不少這類教會基於其教義反對同性戀的立場，反對同性婚姻。
傳統的天主教與基督新教教會，都要求女性在家庭中擔任婦職的角色，服從男人的領導和權威（男人是女人的頭），同時要求男人要像耶稣保护教会那样爱护自己的妻子。

### 工作與教育
基督教提倡積極工作。天主教自十九世紀，教宗良十三世頒佈《新事通諭》以後提出重視工作之重要及勞工權益，並特將勞動節加上聖若瑟勞工日加以特別記念。
基督新教在週日除了禮拜以外一般開有主日學，是兒童和成人會眾進行聖經教育的時間，週間的團契的一個主要活動內容也是學習聖經。天主教一直有主日學教育自幼領洗或外教兒童，並於近年恢復團契（亦即基基團）的做法。
基督宗教設立了許多的神學院，授予從學士到博士多種不同的學位，培育神職人員或增進普通信友神學知識。各宗派神學院一般都存在各自傳統及特色。
在歷史上教會對於現代教育制度的出現有重要的推動作用，修道院就有教育及研究的職能，於中世紀至近代培養不少哲學、科學家，如阿奎那、孟德爾、聖賀德佳，並於大學任教（見道明會、耶穌會等修道人員），中古大學就以此為基礎所建立。

### 教會組織
天主教只有一個教會，就是天主教會，是以羅馬主教（即教宗）領導的全球教會，以羅馬教會為首並管有數十個東方禮教會。
基督新教在組織上有許多不同的宗派和教會，宗派下面有各個地方的當地教會，也有許多教會是無宗派的獨立教會，這種情況在華人教會中比較常見，因為沒有產生宗派的許多歷史因素。宗派和教會的組織結構往往是團隊領導，重大事情通過會眾投票來決定。
目前在各個容許及保障宗教自由的國家一般都是奉行政教分離，這個理念最早從美國開始，現在被基督徒及教會廣泛接受這個原則。不過，不少基督徒認同教會在社會仍有一定的角色。

## 人口統計

世界基督徒人口百分比（2011年皮尤研究中心的資料）

根據2010年美國皮尤研究中心的調查，估計全球人口中31.7%是基督徒，限定在基督信仰人口中則50.1%是天主教、36.7%是新教、11.9%是東正教、1.3%屬其他派系。
2011年發表的數字指出，全球基督徒人口由1900年的6億飆升至1970年的16.5億，預計2050年全球基督徒人數將達到30億，到時新教徒（包括新興獨立教會和聖公宗信眾）將會佔一半以上的基督教人口。
基督徒的分布方面，大約90%的基督徒生活在基督徒佔多數的國家（歐洲、美洲、大洋洲、非洲撒哈拉沙漠以南等等），只有約10%的基督徒生活在基督徒佔少數的國家（非洲撒哈拉沙漠以北、亞洲除北亞以外）。各地分布方面，25%生活在歐洲，37%生活在美洲，24%生活在撒哈拉沙漠以南的非洲，亞太地區佔13%。將近一半（48%）居住在基督徒數量最多的10個國家中，其中3個在美洲（美國、巴西、墨西哥），2個在歐洲（俄羅斯、德國），兩個在亞太地區（中華人民共和國、菲律賓），3個在撒哈拉沙漠以南的非洲（奈及利亞、剛果民主共和國、衣索比亞）。這一分布反映了基督教的全球影響。
中国官方在2018年發佈的報告指出，中国基督徒整體人數已達4,400多萬人，其中包含3,800多萬新教徒與約600萬天主教徒。

## 批评与護教行為

### 基督教与暴力
基督教的傳播在經過三個階段，包括羅馬帝國（第一階段），中世紀歐洲（第二階段），到地理大发现（第三階段），使基督教傳播至全世界，但期間不少有帝國主義及暴力成分，如十字軍東征、宗教戰爭及殖民主義等，在宗教改革后數百年在歐洲進行的戰爭更影響基督教的發展。

### 基督教與科學和自由意志的爭議
無神論者批評基督教反科學（例如：反對達爾文的演化論），並且反人類的自由意志。（例如：巴别塔事件，就被一些人批評這件事違反自由意志）

## 對文化的影響
- 基督教美術
- 基督教建築
- 基督教音樂
- 基督教文學

以基督教為材的現代藝術。
- 現代基督教美術
- 現代基督教建築
- 福音音樂
- 當代基督教音樂
- 華人基督教音樂
- 現代基督教文學

## 重要人物

### 初期
- 耶穌基督
- 保罗或譯保祿
- 彼得或譯伯多祿
- 安得烈或譯安德肋
- 公義者雅各
- 坡旅甲
- 帕皮亞

### 教父时期
- 亞歷山太的革利免
- 羅馬的革利免
- 特土良
- 居普良
- 俄利根
- 圣奥古斯丁
- 耶柔米
- 安波羅修
- 該撒利亞的優西比烏
- 教宗額我略一世

### 中世纪
- 大阿尔伯特
- 托马斯·阿奎那
- 聖伯爾納鐸

### 宗教改革以来
- 圣依纳爵·罗耀拉
- 揚·胡斯
- 馬丁·路德
- 約翰·加爾文
- 烏利希·慈運理
- 约翰·卫斯理
- 约翰·纽曼枢机
- 愛德華滋
- 司布真
- 查爾斯·芬尼
- 約翰·納爾遜·達秘
- 約瑟斯密
- 班傑明·威爾斯·牛頓
- 喬治·慕勒
- 約翰·貝勒特
- 伊凡·羅伯斯
- 賓路易師母
- 巴辛

## 重要城市
基督教並沒有像伊斯蘭教的麥加那样的必須前往朝聖的聖城，其朝聖無時間要求，但朝聖是古今基督宗教的一個重要項目（見聖年），古時作悔罪的行程，現今作反思信仰的行動。
下面是基督宗教歷史中涉及到的幾個重要城市。除了少數城市之外，多數都位於巴勒斯坦境內。由於巴勒斯坦是耶穌在世時生活、以及基督教早期發展的地方，基督徒常將巴勒斯坦別稱為「聖地」。
- 耶路撒冷：羅馬帝國治下以色列地的首府，耶稣被钉十字架和发生其他众多圣经事件的地方。早期基督教形成後，城內許多出現在聖經內的地點都建有教堂作紀念、並作為朝聖地。
- 伯利恆（或譯為白冷）：耶稣的出生地。
- 拿撒勒（天主教稱納匝勒）：耶稣長大的地方，耶穌因而又被稱為「拿撒勒人耶穌」。
- 安提阿（或譯為安提約基雅）：基督教向羅馬帝國開展的中心。耶穌的門徒被稱為「基督徒」即始於此城。
- 羅馬：天主教會的中心，歷任教宗的駐地。在中世紀前往耶路撒冷朝聖受阻的年代，該城替代耶路撒冷傳統之聖地地位（見特級宗座聖殿）。
- 君士坦丁堡：1453年以前的東正教的中心，稱為第二羅馬。歷任普世牧首的駐地。其在東正教的絕對地位維持到1453年東羅馬帝國滅亡為止。
- 莫斯科：1453年以後的東正教的中心，稱為第三羅馬。
- 亞歷山卓：作為五牧首之一的座堂所在地，該地也是東方正統教會的中心。

## 外部連結
- 维基共享资源上的相關多媒體資源：基督教